# Édouard Sens
Édouard Sens, né le 20 février 1826 à Arras (Pas-de-Calais) et mort le 29 août 1905 à Arras, est un homme politique français.

## Biographie
Entré à l'école polytechnique en 1846, il est ingénieur des mines. Après plusieurs postes dans l'administration, il entre à l'usine de fer de Marquises. Conseiller municipal d'Arras en 1860, conseiller général du canton de Beaumetz-les-Loges en 1861, il est député du Pas-de-Calais de 1866 à 1870, siégeant dans la majorité dynastique. Il retrouve un siège de député de 1874 à 1876, de 1877 à 1878 et de 1885 à 1889, siégeant au groupe bonapartiste de l'Appel au peuple.

## Sources
- « Édouard Sens », dans Adolphe Robert et Gaston Cougny, Dictionnaire des parlementaires français, Edgar Bourloton, 1889-1891 [détail de l’édition]
- « Édouard Sens », dans le Dictionnaire des parlementaires français (1889-1940), sous la direction de Jean Jolly, PUF, 1960 [détail de l’édition]